# Matt Forté
Matthew Garrett „Matt“ Forté (* 10. Dezember 1985 in Lake Charles, Louisiana) ist ein ehemaliger US-amerikanischer American-Football-Spieler auf der Position des Runningbacks. Er spielte für die Chicago Bears und die New York Jets in der National Football League (NFL).

## College
Forté spielte in der National Collegiate Athletic Association (NCAA) Division I College Football für die Tulane University in New Orleans, Louisiana, ein Mitglied der Conference USA. Er erreichte 44 Touchdowns und 99,2 erlaufene Yards pro Spiel innerhalb von drei Jahren. Darüber hinaus schloss er seine Collegekarriere als zweitbester Runningback der Universitätsgeschichte ab und war im Jahr 2007 der elfte Spieler in der Geschichte der NCAA Division I, der über 2000 Yards in einer Saison erreichte. Mit 2127 Yards war er der siebtbeste aller Zeiten.

### Erfolge und Ehrungen
- Conference USA All-Freshman (2004)
- 2× All-Conference USA (2005, 2007)
- Third-team AP All-American (2007)
- Doak Walker Award Halbfinalist (2007)
- Maxwell Award Halbfinalist (2007)
- Senior Bowl MVP (2008)

## NFL
| Pre-draft Daten |        |        |          |    |
| Gewicht         | 40yd   | 20ss   | Vert     | BP |
| 98 kg           | 4,46 s | 4,23 s | 83,82 cm | 23 |

### Chicago Bears
Forte wurde in der zweiten Runde des NFL Drafts 2008 von den Chicago Bears ausgewählt. Er lief in seiner Rookiesaison 1.238 Yards für die Bears. In der Saison 2011 wurde er zum ersten Mal in den Pro Bowl gewählt, 2013 zum zweiten Mal. In den Spielzeiten 2008 bis 2014 lief er fünf Mal mehr als 1000 Yards und etablierte sich unter den besten Runningbacks der NFL. Zusätzlich galt er auch als gefährlicher Passempfänger. In der Saison 2014 stellte er dabei einen NFL-Rekord für die meisten gefangenen Pässe eines Runningbacks auf (102).

### New York Jets
Nachdem sein Vertrag bei den Bears nach der Saison 2015 ausgelaufen und nicht verlängert worden war, wechselte er zu den New York Jets.
Am 28. Februar 2018 erklärte Forté seine Spielerkarriere als beendet.